# Человекоуправляемая торпеда Marder
Пилотируемый торпедный комплекс «Куница» (нем. Marder) — управляемый человеком транспортер для скрытной доставки и пуска торпед, разработанный для Кригсмарине на базе торпедного комплекса «Neger».

## История создания
В июле 1944 года, вскоре после первых двух боевых операций, выявивших существенные недостатки комплекса «Негр», германская промышленность начала поставлять соединению «К» более совершенный образец «Marder» (Куница). Всего было выпущено около 300 единиц комплекса «Куница».

## Конструкция
Конструкция представляла собой две 533-мм торпеды — удлиненную торпеду-носитель и подвешенную под ней на бугелях стандартную боевую. Носитель имел защищенную колпаком кабину водителя в головной части.
В носовой части транспортной торпеды конструкторы установили 30-литровую балластную ёмкость. После заполнения её забортной водой «Куница» приобретала нейтральную плавучесть и могла погружаться на глубину до 10 метров. Тем самым она принципиально отличалась от «Негра» и фактически представляла собой сверхмалую подводную лодку.
Транспортная торпеда комплекса типа «Marder» имела длину 8,3 м (прибавились 65 см). Её вес увеличился на 500 кг, вследствие чего общая масса комплекса достигла 3,5 т. Мощность электромотора была 8,8 кВт. Дальность плавания с боевой торпедой составила 35 миль 4-узловым ходом. Без боевой торпеды транспортер мог пройти 50 миль со скоростью 6 узлов.

## Управление
Для пуска торпеды необходимо было всплыть, водитель устанавливал визуальный контакт с целью и ориентировал на неё носовую часть аппарата. Для более точного прицеливания на внутренней стороне колпака кабины было смонтировано визирное устройство.

## Боевое применение
Их введение в 1944 году было слишком поздно, чтобы изменить судьбу войны, и процент пилотов, которые не вернулись на свои базы, составляет 80 %. Кроме того, немецкая стратегия использования живых торпед провалилась. Живые торпеды использовались в групповых атаках (аналогично тактике подводных лодок, называемой тактикой волчьих стай), хотя обычно это было подрывное оружие, поэтому было более важно организовать походы одного Мардера по выбранным целям.
Торпеды Мардер использовались в военных целях на двух военных театрах: на Английском канале и на Средиземном море. На берегах Нормандии (около Курсуль-сюр-Мера) в августе 1944 года Мардер участвовал в двух атаках на корабли союзников в сочетании с быстроходными катерами «Линсе». Атака была совершена с огромными потерями, доходящими до 80 %, но она не дала никаких эффектов, кроме уничтоженного эскортного эсминца HMS «Quorn». Вторым театром деятельности «Мардер» было Средиземное море. База живых торпед была тогда основана в Сан-Ремо (364 флотилия К), потому что союзники высадились на юге Франции (операция «Драгун»). Операции «Мардер» на этом театре военных действий также не принесли никаких результатов, и потери в некоторых миссиях достигли 100 %. Основной причиной этого было то, что многие живые торпеды были отправлены на поле битвы в течение дня, подвергая своих пилотов смерти.